# Seznam športov
Spodaj je seznam športov po kategorijah glede na to, kako se šport igra. Nekateri športi sodijo v več kategorij, vendar so tu našteti le enkrat.

## Atletika
- skoki
  - troskok
  - skok v višino
  - skok ob palici
- teki
  - šprint
  - tek na srednje proge
  - tek na dolge proge
  - maraton
  - kros
  - tek čez ovire
- meti
  - met diska
  - met kopja
  - suvanje krogle
  - met kladiva
- hitra hoja

## Športi z živalmi
Športi, pri katerih nastopa tudi žival.
- tekma kamel
- petelinja bitka
- kasaštvo
- dresurno jahanje
- polo
- pasja dirka
- preskakovanje ovir

## Borilni športi
Športi, pri katerih se športniki spopadajo drug z drugim, navadno eden-na-enega.
- aikido
- boks
- džudžucu
- judo
- karate
- kendo
- kung-fu
- sabljanje
- savate
- sumo
- tekvondo
- rokoborba
- kikboks

## Kolesarstvo
- Cestno kolesarstvo
  - Cestne dirke
  - Kronometer
- Dirkališčno kolesarstvo (Velodrom)
  - Šprint
  - Vožnja na čas
  - Olimpijski šprint
  - Keirin
  - Zasledovalna vožnja - posamezniki
  - Zasledovalna vožnja - ekipno
  - Dirka na točke
  - Madison
  - Šprint v tandemu
  - Množični štart
  - Dirka na izpadanje
  - Vožnja za motorjem
- Gorsko kolesarstvo
  - Cross Country
- triatlon

## Ekstremni športi
- skok z elastiko
- motokros
- rolkanje
- deskanje
- rolanje

## Gimnastika
Gimnastični športi.
- aerobika
- športna gimnastika
- ritmična gimnastika
- športna akrobatika
- trampolin

## Motorizirani športi
Športi z motoriziranimi sredstvi. Večina ljudi jih nima za prave »športe«.
- karting
- dirka z avtomobili
  - formula 1
- dirka s čolni
- dirka z motorji

## Zunanji športi
Športi, ki niso vezani na določeno igrišče.
- aerobatika
- modelarstvo
- balonarstvo
- jamarstvo
- jadralstvo
- jadralno letalstvo
- jadralno padalstvo
- gorništvo
- alpinizem
- športno plezanje
- odbojka na mivki
- orientacija
- padalstvo
- potapljaštvo
- smučanje
- sankanje

## Športi moči
Športi, ki temeljijo na grobi moči.
- bodibilding
- dviganje uteži
- polaganje rok

## Športi z loparji
Športi, kjer igralci z loparjem udarjajo žogo ali drug predmet.
- badminton
- tenis
- skvoš
- namizni tenis
- showdown - namizni tenis za slepe

## Drsanje in rolanje
Športi, v katerih igralci drsajo ali rolajo.
- hokej na kotalkah
- hokej na ledu
- hokej na rolerjih
- hitrostno drsanje
- vertikalno rolkanje

## Smučanje in zimski športi
Športi, pri katerih se uporabljajo smuči (smučanje) ali snowboarde (deskanje)
- alpsko smučanje
  - slalom
  - paralelni slalom
  - veleslalom
  - superveleslalom
  - smuk
  - alpska kombinacija
- nordijsko smučanje
  - smučarski skoki
  - biatlon
  - nordijska kombinacija
  - tek na smučeh
  - telemark smučanje
- deskanje na snegu
- turno smučanje

## Sankanje
Športi, ki uporabljajo sani.
- bob
- sankanje

## Športi s tarčami
Športi, katerih glavni cilj je zadeti določeno tarčo.
- lokostrelstvo
- bilijard
- bovling
- kegljanje
- kriket
- kerling
- pikado
- namizni nogomet
- golf
- metanje podkve
- balinanje
- petanke
- streljanje
- kmečki biljard

## Skupinski športi
Športi, ki se igrajo v skupinah.
- airsoft
- ameriški nogomet
- bejzbol
- dvoranski nogomet (futsal)
- hokej na parketu (floorball)
- hokej na travi
- košarka
- lakros (lacrosse)
- metlomet
- nogomet
- odbojka
- podvodni hokej
- rokomet
- paintball
- paeyball
- ragbi
- softball
- ultimate frizbi
- vaterpolo

## Vodni športi
Športi, ki se dogajajo v, na ali pod vodo.
- plavanje
- sinhrono plavanje
- skoki v vodo
- skoki v vodo z velikih višin
- hitrostno potapljanje in plavanje s plavutmi
- surfanje
- kajakaštvo

## Igre uma
Športi, za katere je potrebno malo ali nič fizičnih zmogljivosti (glej tudi igra na plošči).
- bridž
- šah
- dama
- poker
- tarok
- go
- domino